# Колышлейка
Колышлейка — село в Пензенском районе Пензенской области России. Входит в состав Кондольского сельсовета.

## География
Село находится в центральной части Пензенской области, в пределах Приволжской возвышенности, в лесостепной зоне, на правом берегу реки Колышлей, на расстоянии примерно 5 километров (по прямой) к юго-юго-западу от села Кондоль, административного центра района. Абсолютная высота — 205 метров над уровнем моря.

### Климат
Климат характеризуется как умеренно континентальный, с умеренно холодной продолжительной зимой и относительно тёплым летом. Средняя температура воздуха самого тёплого месяца (июля) — 18,8 °C (абсолютный максимум — 40 °C); самого холодного (января) — −13 — −12 °C (абсолютный минимум — −47 °C). Безморозный период длится от 117 до 133 дней. Среднегодовое количество атмосферных осадков варьируется от 467 до 604 мм, из которых большая часть выпадает в тёплый период.

### Часовой пояс
Село Колышлейка, как и вся Пензенская область, находится в часовой зоне МСК (московское время). Смещение применяемого времени относительно UTC составляет +3:00.

## Население
| 1859 | 1884 | 1894 | 1914 | 1921 | 1926 | 1930 |
| ---- | ---- | ---- | ---- | ---- | ---- | ---- |
| 214  | ↗272 | ↗302 | ↗365 | ↗386 | ↘221 | ↗267 |
| 1939 | 1959 | 1979 | 1989 | 1996 | 2002 | 2010 |
| ↘248 | ↘140 | ↗302 | ↗443 | →443 | ↘401 | ↘342 |
| 2016 |      |      |      |      |      |      |
| ↘320 |      |      |      |      |      |      |

### Национальный состав
Согласно результатам переписи 2002 года, в национальной структуре населения русские составляли 89 % из 401 чел.